# El Farol
El Farol: periódico semanal va ser un periòdic reusenc que va sortir l'any 1869.
Publicat pel sector moderat de la ciutat amb la intenció de resoldre o al menys d'opinar sobre les polèmiques de la premsa de l'època, en un moment de gran agitació política després de la revolució de setembre de 1868. A la primera pàgina del periòdic publiquen, amb el títol "¿Es un artículo?" les seves opinions demanant "sensatez, cordura y liberalismo" i proposant diàleg per arribar a acords polítics. A les pàgines interiors passava revista a les publicacions del moment, La Redención del Pueblo, El Mosquito, El Canta claro i El Enano de la Venta, a les que criticava per les seves declaracions intransigents, en una secció anomenada "Farolazos".
Només se'n coneix un número. La seva intenció era sortir setmanalment, però sembla que no va tenir èxit. El periodista i historiador reusenc Francesc Gras i Elies diu: "Fué un farol que apenas dió luz". L'imprimia al raval de santa Anna, 60 l'impressor Francesc Tosquellas i Zamora, en llengua castellana. Tenia 4 pàgines i 30 cm. Els articles anaven signats amb inicials, W. i K.
El número 1 es conserva a la Biblioteca Central Xavier Amorós de Reus.